# Медаль «За освобождение Кореи»
Медаль «За освобождение Кореи» (кор. 조선 1945.8.15) — государственная награда КНДР.

## История

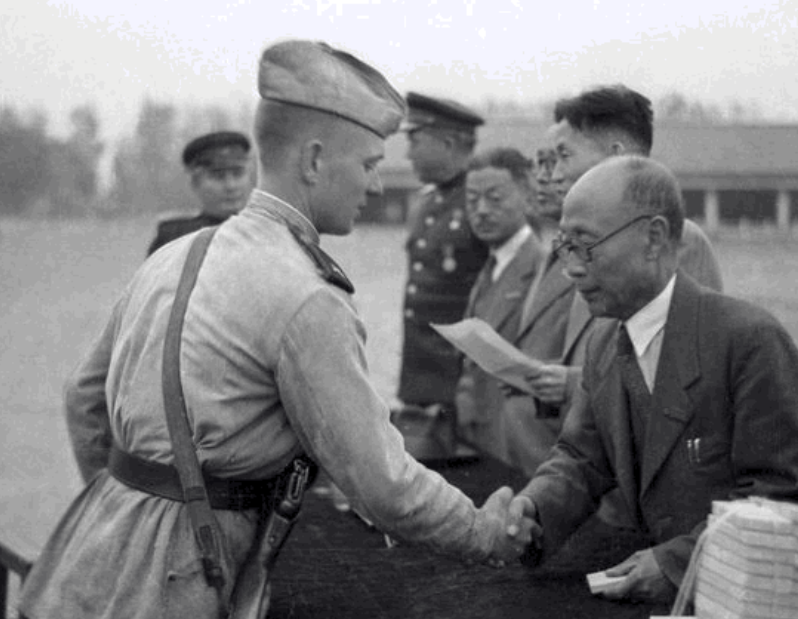
Председатель Постоянного комитета Верховного Народного Собрания КНДР Ким Ду Бон награждает советских солдат медалью «За освобождение Кореи».

Награда была учреждена 15 октября 1948 года Указом Президиума Верховного Народного Собрания КНДР. Ею награждались военнослужащие Красной Армии, участвовавшие в войне против Японии и её сателлитов, которая привела к освобождению Корейского полуострова от японского контроля.

## Описание
Медаль изготовлена из серебра и имеет диаметр 33 мм. 
На лицевой стороне посредине на фоне солнечных лучей изображение Монумента Освобождения, установленного в парке Моранбон в Пхеньяне, в окружении венка из лавровых ветвей, на пересечение которых наложена лента с надписью «Освобождение» (кор. 해방).
Оборотная сторона гладкая, посредине надпись в две строки «Корея/1945.8.15.» (кор. 조선 1945.8.15). Дата совпадает с датой Национального дня освобождения Кореи. 
Лента красная, с широкими синими полосами вдоль обоих краёв, отделёнными от средней части узкими белыми полосками. Лента наклеена на пятиугольную металлическую колодку с горизонтальной булавкой на обороте для крепления к одежде.
Но есть и другой вариант этой медали отчеканенный в золоте. Внешне золотая медаль соответствует своему серебряному аналогу. На сегодняшний день известны пять золотых медалей "За освобождение Кореи". Три хранятся в фондах Центрального Военно-морского музея в Санкт-Петербурге, одна в экспозиции центрального музея Вооруженных Сил Российской Федерации на мундире Главнокомандующего советскими войсками на Дальнем Востоке А. М. Василевского и последняя — в частной коллекции в Москве.